# Scepter

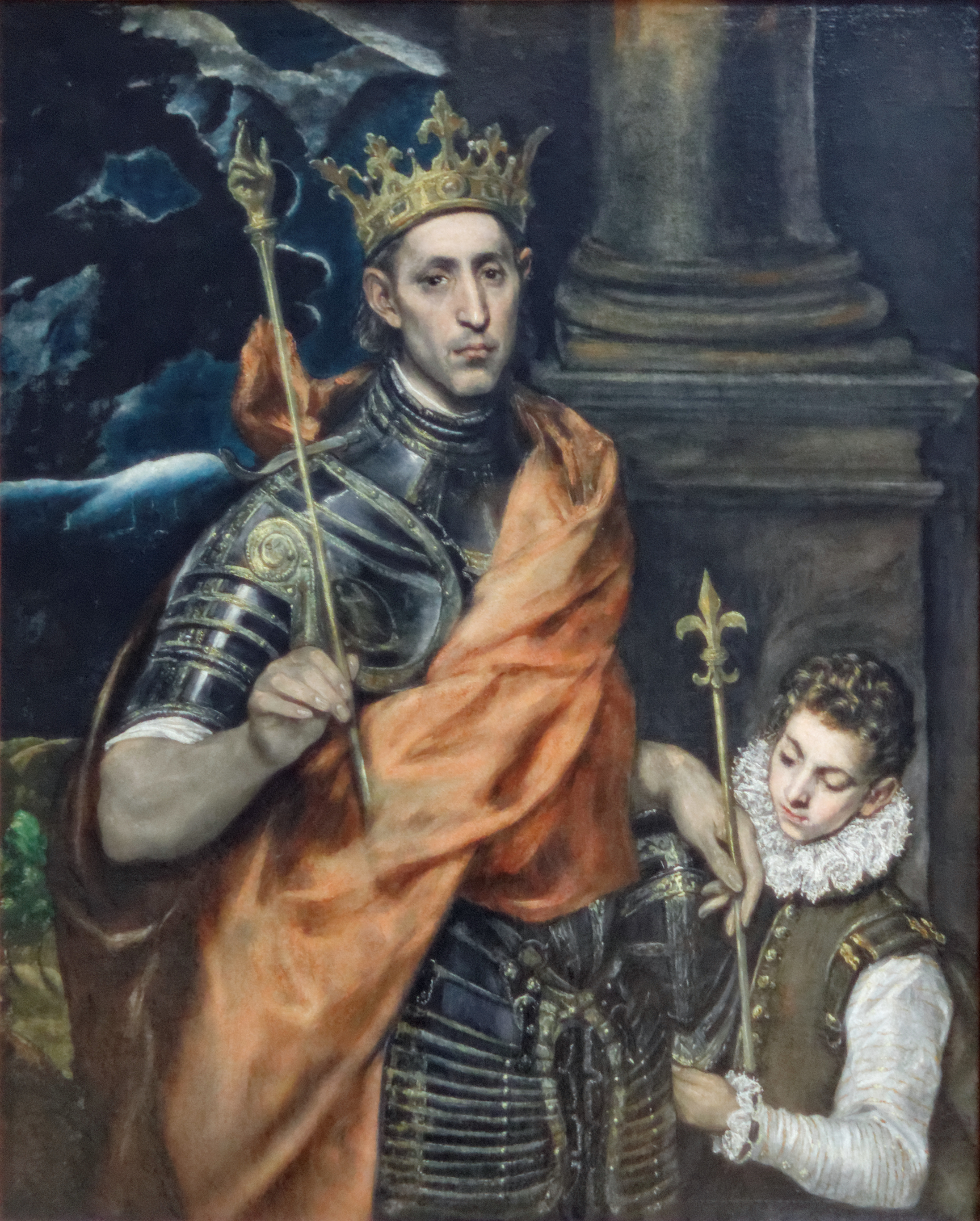
Portret van koning Lodewijk IX van Frankrijk met "hand der rechtvaardigheid" en koningsscepter - El Greco

Een scepter of schepter (Oudgrieks: σκῆπτρον skēptron) is een staf, meestal voorzien van een dikker uiteinde of versiering aan de bovenkant, die geldt als symbool van de macht en autoriteit van een godheid, koning, keizer of hoge geestelijke. Hij maakt doorgaans deel uit van de zogenoemde regalia waartoe ook een ring, kroon of mantel kunnen behoren en speelt een rol bij het ceremonieel van de ambtsaanvaarding (investituur).

## Toelichting
Van oorsprong was de scepter vermoedelijk een knots, een slagwapen. De knop aan de bovenkant was het symbool van een globe, maar dit veranderde geleidelijk aan in de geschiedenis. Er zijn ook historische voorbeelden bekend waarbij de knop aan de bovenkant bestond uit een mensenschedel.
In het hiërogliefenschrift van het Oude Egypte werd de scepter ook gebruikt om de woorden regeren (xrp) en controleren (sxm) mee aan te duiden. Op portretten van koningen uit het Oude Nabije Oosten staat de koning vaak afgebeeld met een scepter in de hand.
Tegenwoordig liggen op deze plaats een of meerdere juwelen of een figuur (bijvoorbeeld een adelaar, een fleur-de-lys of een rijksappel).
In het Belgische Rijkswapen en in de Britse regalia komt een scepter met een sculptuur van een hand voor. Dit is een "staf van gerechtigheid" of "hand van justitie".
Wanneer van iemand wordt gezegd dat hij "er de scepter zwaait", brengt men daarmee tot uitdrukking dat deze persoon daar de feitelijke macht in handen heeft.

## De scepter in antieke culturen

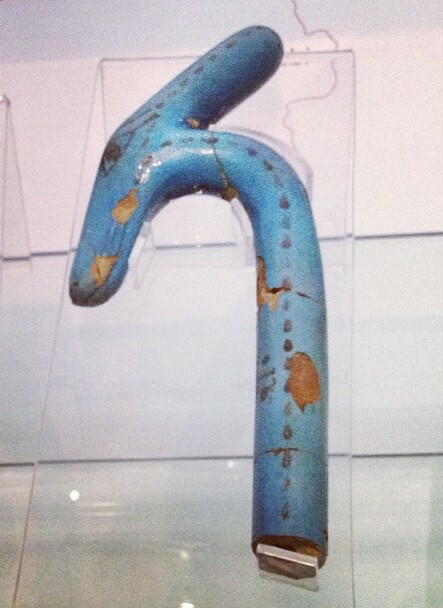
Faience 'was' scepter van Toetankamon

Het sceptersymbool gaat terug op zeer oude waarden die door de mens werden gevisualiseerd. Uit het Oude Egypte is overgeleverd de scepter met een ringvormig handvat (kromstaf), samen met een op de dorsvlegel lijkende staaf met drie losse uiteinden, als symbool van de macht aan de farao wordt overhandigd in naam van de godheid. Op talloze fresco's van investituurceremonies is dit te zien. De godheid zelf hanteert op afbeeldingen de scepter, zoals Isis die de was-scepter in de ene hand houdt en de papyrus in de andere. Het hanteren van de was-scepter is het teken van gezag van degene die spreekt (het voor het zeggen heeft). Het symbool werd geassocieerd met de godin Maät, die wordt afgebeeld met een scepter in de ene, en een ankh in de andere hand. In Europa leefde deze godin verder in de figuur van Vrouwe Justitia, teken van orde en evenwicht.
In het voor de joodse en christelijke religie belangrijke boek de Bijbel, waarin ook verhalen zijn opgenomen die eeuwen voor de geboorte van Christus moeten hebben plaatsgevonden, komt de scepter voor, bijvoorbeeld in het boek Genesis (1450-1410 v.C.) staat de scepter symbool voor de heerschappij van het koningshuis van Juda. In het boek Esther van de Bijbel is beschreven dat koning Ahasveros een scepter heeft. Wie ongevraagd bij de koning komt, wordt ter dood gebracht, maar de koning kan daarop een uitzondering maken door de bezoeker de scepter toe te reiken.
Ook godheden uit verschillende mythologieën dragen vaak een scepter.

## Varianten en versieringen

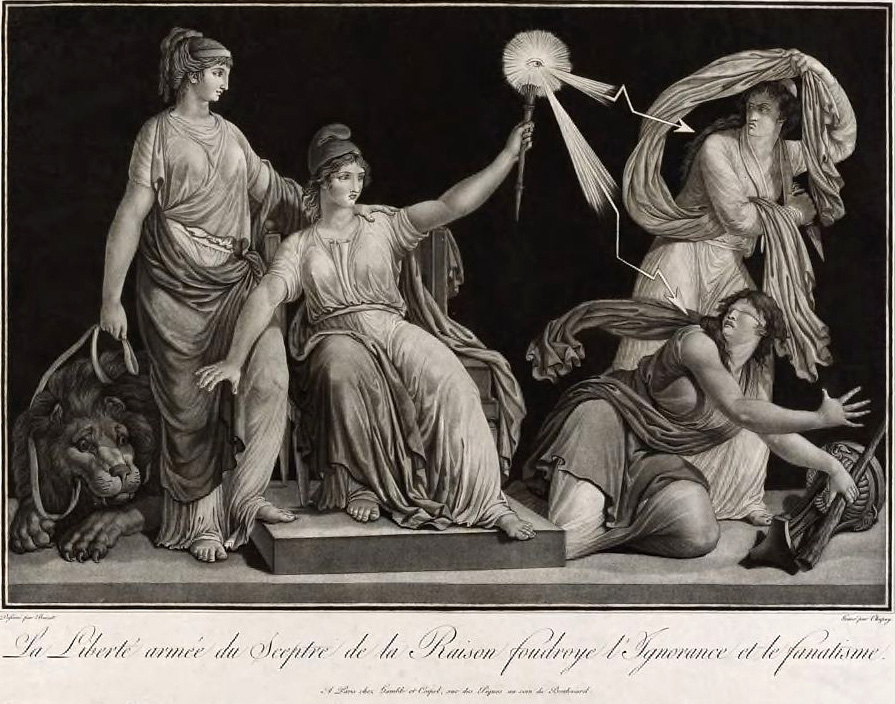
"Vrijheid, gewapend met de scepter van het verstand, slaat onwetendheid en fanatisme neer." - Jean-Baptiste Chapuy (1760–1802)

De scepter kan ook de vorm van een zwaard hebben aangenomen zoals bij de Schotse koningen of zoals de drieledige afbeelding van de god Baäl (dit woord betekent ‘heersende macht’). Boven aan het vest is dan meestal ook een dikke knop te zien, als teken van de globe of orb, en in het laatste voorbeeld zijn er daaronder nog eens drie kleinere knopjes.
In plaats van de bol, of boven op een gereduceerde bol, komen als topversiering van de scepter ook andere symbolen voor zoals een adelaar, teken van alziendheid en absolute helderheid van geest, die we ook boven in de wereldes van de Noord-Europese mythologie zien. Het adelaarsymbool kwam onder andere ook als onderscheiding voor op de scepters van hoge Romeinse gezagsdragers (keizerlijke sceptrum Augusti). In latere christelijke tijden werd het vervangen door een kruisje.
Bij de Franse koningen werd het topsymbool een lelie. Een 15de-eeuwse afbeelding van Koning Arthur toont hem met een scepter die bovenaan een drietandig gestileerd leliemotiefje draagt dat sterk aan het Shiva-symbool doet denken, maar waarvan de middelste tand drie knopjes draagt, en onder de bloemcurve staan twee horizontale lijntjes. De Engelse koningen verkozen een kruisje met een duif boven op hun scepter.
Andere sceptertoppen zijn: een vlammende toorts, een lotusbloem die op een open bloeiende wereldbol lijkt, of zoals bij de Inca's een maïskolf die in drie puntige blaadjes overgaat.

## De Nederlandse scepter

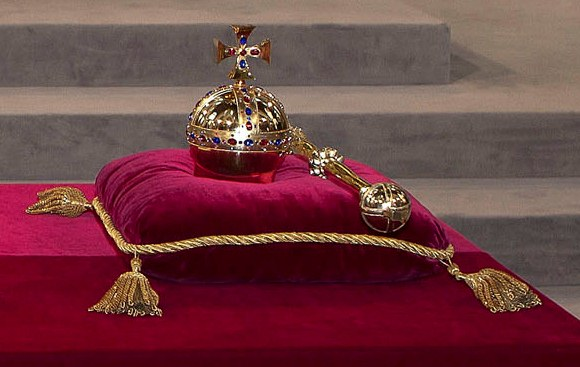
De Nederlandse scepter en de rijksappel op de credenstafel in de Nieuwe Kerk in Amsterdam bij de inhuldiging van koning Willem-Alexander der Nederlanden (2013)

De Nederlandse scepter speelt een kleine rol omdat hij nooit door de koning in de hand wordt genomen. De Nederlandse koningen "tronen" niet. Bij de inhuldiging en eedaflegging was vanaf de inhuldiging van koning Willem I der Nederlanden een scepter aanwezig, de stadhouders bezaten en gebruikten wel een koningskroon maar hadden waarschijnlijk geen scepter.
De scepter van Willem I zal dus in 1814 of 1815 zijn vervaardigd maar er zijn geen rekeningen of andere archiefstukken over bewaard gebleven. De oudste bron is van 20 september 1815. In een brief die op deze datum is gesteld schrijft de voorzitter van de Hoge Raad van Adel, Mr. Spaen Lalecq dat "de Kroon, Scepter en Kloot, zoo als ook het Rijks banier" die middag, dus daags voor de inhuldiging, in Brussel zullen aankomen.
Koning Willem II heeft in 1840 nieuwe regalia, waaronder een scepter, laten maken. De rijksappel en scepter werden door de Haagse juweliers H.A de Meijer en Zoon geleverd. De kroon was van de hand van de Amsterdamse juwelier Bonebakker.
Deze scepter is van verguld zilver en bezet met palmetten, gebeeldhouwde gestileerde bladmotieven die in de empirestijl erg populair waren. De scepter eindigt in een kruis. De lengte van de staf is één Nederlandse el, wat overeenkomt met 68,8 centimeter.
Op de 28 november 1840 lag deze scepter op de credenstafel in de Nieuwe Kerk in Amsterdam en daar heeft hij ook bij de volgende vijf inhuldigingen gelegen.

## De twee Engelse scepters
Engeland heeft twee scepters, een met een kruis en de andere met een duif. De scepter met het kruis heeft een van de grootste diamanten in de wereld, de Cullinan I. Zij liggen in de Tower of London.

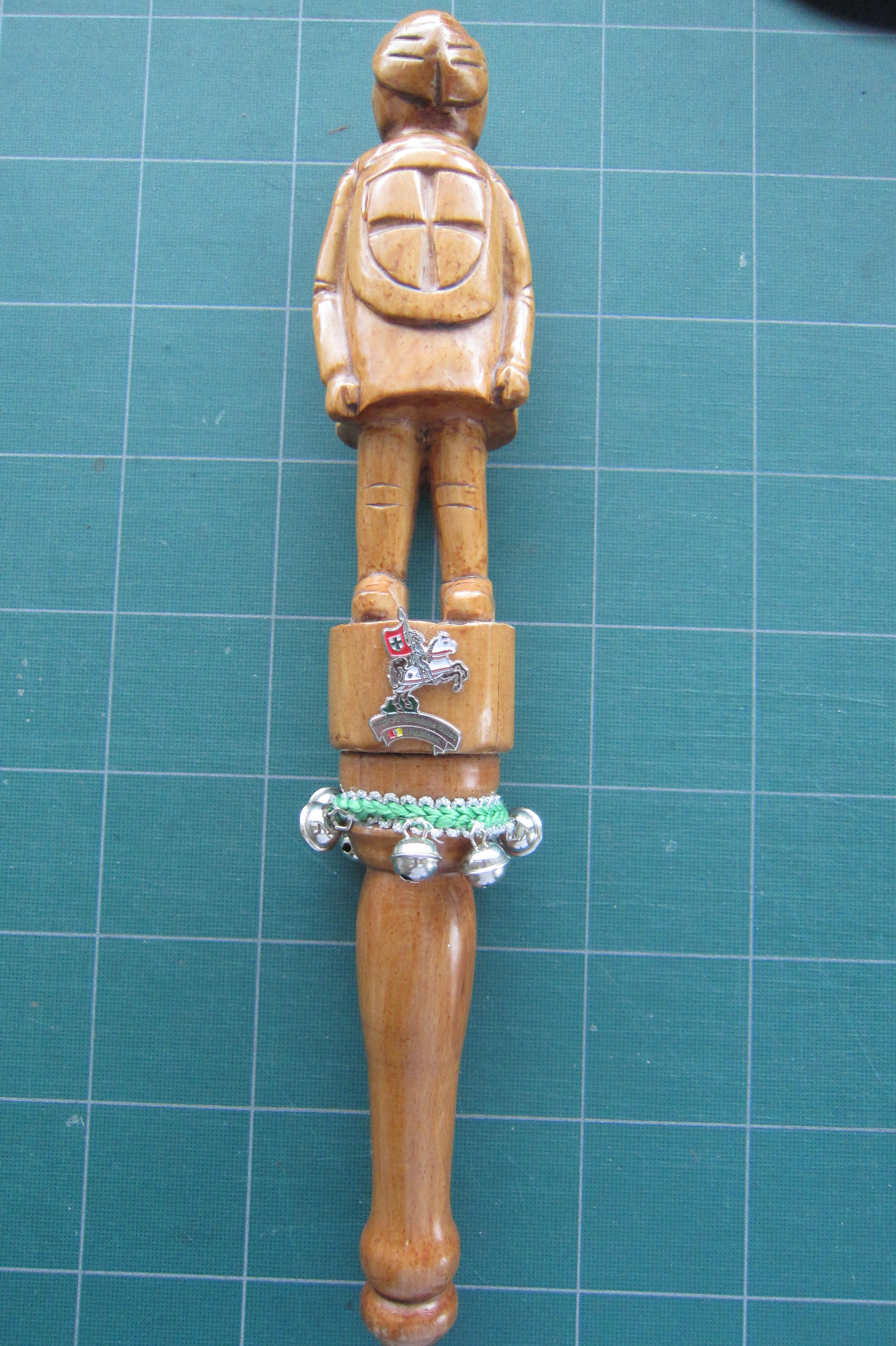
Scepter carnavalsvereniging Orde van de Teutonische Ridders, Diepenbeek

## Scepter in andere betekenissen
- De prins-carnaval van een plaatselijke carnavalsvereniging draagt ook een scepter met aangepaste attributen die verwijzen naar streeksymbolen.
- Scepters zijn een onderdeel van een open reling van een schip.